# Polavaram
Polavaram fou un estat tributari protegit del tipus zamindari als Circars Septentrionals, districte de Godavari, taluka d'Ernagudem, amb 128 pobles. Abans de l'establiment del poder britànic i de l'organització del territori el 1803 el zamindari va participar en els conflictes de la zona i especialment entre 1785 i 1790 quan les lluites foren tant serioses que fou necessària la repressió militar per forces de la Companyia Britànica de les Índies Orientals. El 1800 la fortalesa va haver de ser ocupada militarment i destruïda i tot el zamindari posat sota la llei marcial. La població de Polavaram, la capital, estava situada a 17° 14′ 50″ N, 81° 40′ 40″ E / 17.24722°N,81.67778°E, i tenia 3.552 habitants el 1881.